# Carolina Wancke
Carolina Wancke, född i Stockholm 1808, död 1879, var en svensk översättare, också verksam som lärare i musik och franska.

## Biografi
Carolina Wancke var dotter till juveleraren Christian Didrik Wancke och Beata Nyberg (äv. Pettersson). Hon förblev ogift och barnlös.
Tillsammans med Fanchette Höggren skrev hon Mamsell Spak och hennes omgifning: försök till teckningar ur hvardagslifvet, utgiven utan författaruppgift 1841. Mellan 1839 och 1851 översatte hon samtida franska författare som Balzac och Alexandre Dumas för Lars Johan Hiertas  förlag.

## Översättningar (urval)
- Honoré de Balzac: Rör ej bilan! (Hjerta, 1839)
- Alexandre Dumas: Grefvinnan de Monsoreau (La dame de Monsoreau) (Hjerta, 1846)
- Aristide-Henri-Ange Gondrecourt: En demonisk vän (Un ami diabolique) (Hierta, 1849)
- William Thackeray: Samuel Titmarsh och den stora Hoggarty-diamanten: novell (Samuel Titmarsh and the great Hoggarty diamond) (Hjerta, 1850)
- Théodore de Foudras: Lord Algernon (Hjerta, 1851)